# Taylor Chorney
Taylor Chorney, född 27 april 1987, är en amerikansk-kanadensisk professionell ishockeyspelare som spelar för HC Lugano i NLA.
Han har tidigare spelat på NHL-nivå för Columbus Blue Jackets, Washington Capitals, Pittsburgh Penguins, Edmonton Oilers och St. Louis Blues i NHL och på lägre nivåer för Wilkes-Barre/Scranton Penguins, Chicago Wolves, Peoria Rivermen, Oklahoma City Barons och Springfield Falcons i AHL samt University of North Dakota i NCAA.
Chorney draftades i andra rundan i 2005 års draft av Edmonton Oilers som 36:e spelare totalt.